# Црнолево
Црнолево је горанско село у Албанији. Од 1925. године, несвакидашњом одлуком међународних арбитара о разграничењу Краљевине СХС и Албаније припада Албанији, уз још осам горанских села.

## Демографија
Насеље има стопроцентну горанску етничку већину.